# 怪物猎人3G
《魔物獵人3G》是一款由卡普空开发并在任天堂3DS平台上发行的動作遊戲，本作也是《魔物獵人》系列在任天堂掌机平台上的第一作。作为《怪物猎人3》的加强版，《魔物獵人3G》的游戏要素基于3代，但不同于《怪物猎人携带版3rd》中取消了水中狩猎，3G保留了3代中的这个特色。
本作于2011年12月10日在日本发售，并成为3DS当时在日本地区销量最高的第三方游戏。截至2013年12月，《魔物獵人3G》在全球共售出了230萬份。

## 游戏评价
《怪物猎人3G》在玩家与游戏媒体中都获得了较为不错的评价。